# Scott McLachlan
Scott McLachlan (født 14. december 1969) er en engelsk talentspejder og fodboldfagmand der er Head of Global Football hos Global Football Holdings (GFH) og samtidig også næstformand i bestyrelsen for den danske fodboldklub Brøndby IF. Han har tidligere været chefscout med ansvar for den strategiske og operationelle ledelse af Chelsea F.C.s internationale scoutingprogram i den engelske Premier League fra 2011-2022.
Derudover har han tidligere arbejdet som bl.a. chefscout for hold som AFC Wimbledon (1993-2003), Northampton (2003-2006), Southampton (2006-2008), Fulham (2009-2011).